# Marc Lawrence (regisseur)
Marc Lawrence (Brooklyn, 22 oktober 1959) is een Amerikaanse filmregisseur, producer en scenarioschrijver. Hij werkt in films vaak samen met Sandra Bullock.

## Filmografie
Als regisseur
- Did You Hear About the Morgans? (2009)
- Music and Lyrics (2007)
- Two Weeks Notice (2002)

Als producer
- Music and Lyrics (2007)
- Sex Games Vegas (tv)
- Miss Congeniality 2: Armed & Fabulous (2005)
- Miss Congeniality (2000)
- The Voyeur (tv)
- Pride & Joy (tv) (1995)
- Life with Mikey (1993)
- Family Ties (tv)

Als scenarioschrijver
- Did You Hear About the Morgans? (2009)
- Music and Lyrics (2007)
- Miss Congeniality 2: Armed & Fabulous (2005)
- Two Weeks Notice (2002)
- Miss Congeniality (2000)
- The Out-of-Towners (1999)
- Forces of Nature (1999)
- Pride & Joy (tv) (1995)
- Monty (tv) (1994)
- Life with Mikey (1993)
- Family Ties (tv) (2 episodes, 1987)
- Family Ties Vacation (tv) (1985)

## Prijzen en nominaties
1987 - Emmy Award
- Genomineerd: Beste komische serie (Family Ties)